# Buona domenica (album)
Buona Domenica è il settimo album di Antonello Venditti, il secondo realizzato con l'etichetta discografica Philips.

## Il disco
Tutti i testi e le musiche sono di Antonello Venditti, che ha anche curato gli arrangiamenti delle canzoni (tranne Modena e Donna in bottiglia, arrangiate da Nicola Samale e Giuseppe Mazzucca, già collaboratori in Lilly, Ullàlla e Sotto il segno dei pesci, che dirigono l'orchestra); le edizioni musicali sono le Intersong Italiana.
L'album viene registrato a Roma nei Trafalgar Recording Studios e nei Mammouth Studios, e a Los Angeles negli studi Smoke Three; il tecnico del suono è Gaetano Ria per le registrazioni a Roma, e Doug Parry per quelle a Los Angeles. I mixaggi invece sono stati effettuati da Alan Goldberg, Michelangelo Romano e lo stesso Venditti allo Stone Castle Studios di Carimate.
Tra i musicisti sono da ricordare i componenti del gruppo degli Stradaperta, già collaboratori di Venditti in Lilly e in Sotto il segno dei pesci.
La copertina dell'album, opera di Mario Convertino, fu pubblicata in quattro versioni: tutte con il titolo dell'album al centro incastonato in una cornice ovale sormontata da ali di farfalla, ma ciascuna con uno sfondo di colore differente: marrone, arancione, bianco o verde.

All'interno vi sono alcune fotografie del viaggio di Venditti negli Stati Uniti; in una di esse appare l'attrice Raquel Welch.
L'album venne pubblicato alla fine di settembre; in molti brani risente del momento difficile che stava vivendo Venditti, che si stava separando dalla moglie Simona Izzo.

Come il disco precedente, anche Buona Domenica arrivò al primo posto dell'hit parade, e stesso risultato ebbe il 45 giri da esso tratto, Buona Domenica/Mezzanotte.

## Le canzoni

### Buona Domenica
La title track è una delle canzoni più note di Venditti, un ritratto di una ragazza adolescente che trascorre la domenica pomeriggio sola in casa, in attesa di una telefonata del ragazzo che non arriva mai.
Musicalmente il brano è debitore, specialmente nell'arrangiamento, di Don't stop, successo dei Fleetwood Mac.
La versione sull'LP si differenzia da quella pubblicata su 45 giri per la presenza di una breve introduzione in cui si sente un gruppo di ragazzi che, ad una festa, ad un certo punto ascoltano proprio il disco di Venditti.

### Stai con me
Canzone d'amore, nata dalla crisi del rapporto con la moglie; musicalmente inizia come una ballata lenta, accompagnata dal pianoforte, per trasformarsi verso la metà in un brano rock; alla fine ritorna alle atmosfere lente. Questa è una della canzoni di Venditti in cui più è palese il debito verso Elton John e Cat Stevens, artisti a cui lo stesso Venditti ha dichiarato più volte di essersi ispirato.

### Robin
Canzone dalla forte vena autobiografica, con la descrizione delle aspettative famigliari, dei primi approcci con il palcoscenico e dei personaggi che gravitavano intorno alla sua musica.

### Scusa devo andare via (un'altra canzone)
Già pubblicata poche settimane prima nella colonna sonora della commedia musicale televisiva Addavenì quer giorno e quella sera in una versione leggermente diversa, è una ballata che si basa musicalmente sul pianoforte e sul sax.

### Modena
Sicuramente la canzone più riuscita del disco, anche per il determinante contributo dato alla musica dal sax di Gato Barbieri (che tornerà a collaborare con Venditti più di vent'anni dopo, per l'album Che fantastica storia è la vita).
Il testo affronta la crisi del Partito Comunista Italiano, attraverso la descrizione del Festival dell'Unità nazionale, tenutosi l'anno prima nella città emiliana, in cui Venditti aveva suonato («Con le nostre famose facce idiote eccoci qui,/ coi nostri famosi sorrisi tristi a parlarci ancora di noi...»).

### Mezzanotte
Musicalmente cita Ma come fanno i marinai di Lucio Dalla e Francesco De Gregori, nel testo descrive in maniera divertente il viaggio di Venditti a Los Angeles.

### Donna in bottiglia
Canzone d'amore nata dal dolore per la separazione dalla moglie («Se non ti fidi più di me dimmelo...»), sorretta dall'orchestra d'archi.

### Kriminal
Un altro momento ironico del disco cantato in inglese.

## Tracce
Lato A
1. Buona domenica – 5:39
2. Stai con me – 4:37
3. Robin – 4:38
4. Scusa, devo andare via (un'altra canzone) – 3:59

Lato B
1. Modena – 7:49
2. Mezzanotte – 3:19
3. Donna in bottiglia – 3:50
4. Kriminal – 3:14

## Formazione
- Antonello Venditti – voce, pianoforte
- Agostino Marangolo – batteria (in Buona domenica)
- Andrea Carpi – chitarra acustica (in Modena, Mezzanotte)
- Walter Martino – batteria (in Stai con me, Robin)
- Duilio Sorrenti – batteria (in Scusa devo andare via (un'altra canzone)
- Walter Gonini – batteria (in Mezzanotte)
- Fabio Pignatelli – basso (in Buona domenica)
- Doug Parry, Massimo Morante – chitarra elettrica
- Maurizio Guarini – sintetizzatore
- Alessandro Centofanti – pianoforte
- Pablo Romero – tiple, quena, chitarra acustica
- Carlo Siliotto – violino
- Gato Barbieri – sax (in Modena)
- Baba Yaga – cori
- Michelangelo Romano – cori (in Mezzanotte)

Gli Stradaperta:
- Renato Bartolini – chitarra acustica, chitarra a 12 corde, mandolino, chitarra classica
- Rodolfo Lamorgese – chitarra a 12 corde, percussioni, armonica
- Claudio Prosperini – chitarra elettrica (in Buona Domenica)
- Marco Vannozzi – basso, contrabbasso (tranne Buona domenica)
- Marcello Vento – batteria (in Modena)
- Marco Valentini – sax tenore e sax soprano in (Scusa devo andare via)

## Classifiche

### Classifiche settimanali
| Classifica (1979) | Posizione massima |
| ----------------- | ----------------- |
| Italia            | 1                 |

### Classifiche di fine anno
| Classifica (1979) | Posizione |
| ----------------- | --------- |
| Italia            | 4         |